# Municipio de Halachó
El Municipio de Halachó es uno de los 106 municipios que conforman el estado mexicano de Yucatán, localizado en el occidente del estado en el límite con Campeche. Su cabecera es la villa de Halachó.

## Toponimia
Halachó significa en maya, lugar del cañoto o cañizo de la rata por derivarse de la voces jalal, carrizo o cañoto y ch'o', ratón o rata.

## Geografía
El municipio de Halachó se encuentra ubicado en la zona occidente del estado en la carretera 180 a Campeche, en sus límites con el estado de Campeche, tiene una extensión territorial de 671.91 km² y sus límites son, al norte con el municipio de Maxcanú, al este con el municipio de Opichén, al sur y al oeste limita con el estado de Campeche, en particular con el municipio de Calkiní.

## Demografía
El municipio tiene una población de 17,127 habitantes según los resultados del Conteo de Población y Vivienda de 2005 realizado por el Instituto Nacional de Estadística y Geografía, de ese total, 9,173 son hombres y 8,959 son mujeres.

### Localidades
En el territorio del municipio hay un total de 20 localidades, la población de las principales es la siguiente:
| Localidad       | Población |
| --------------- | --------- |
| Total Municipio | 18,125    |
| Halachó         | 9,047     |
| Cepeda          | 2,350     |
| Cuch Holoch     | 2,080     |
| Sihó            | 1,3486    |
| Santa María Acú | 1,349     |

## Hito histórico
En el municipio de Halachó, en las cercanías de su cabecera, la población de Halachó, se dio el encuentro bélico final entre las tropas rebeldes del general Abel Ortiz Argumedo y las del general Salvador Alvarado que venía a Yucatán, bajo las órdenes de Venustiano Carranza, para sofocar el brote rebelde argumedista que había depuesto al gobernador Toribio de los Santos. Alvarado triunfó en la batalla y llegó a Mérida para proclamarse gobernador y hacerse cargo de la comandancia militar del estado el 19 de marzo de 1915